# 恩斯特·温特
恩斯特·温特（德語：Ernst Winter，1907年10月30日—1943年），德国前男子竞技体操运动员。他曾获得1936年夏季奥运会体操比赛男子团体全能金牌。他在该届奥运会也参加了数个个人小项，最好名次是男子跳马的第17名。